# Opius microsomaticus
Opius microsomaticus är en stekelart som beskrevs av Fischer 1965. Opius microsomaticus ingår i släktet Opius och familjen bracksteklar. Inga underarter finns listade i Catalogue of Life.